# Tegucigalpa
Tegucigalpa (Tegusyjgalpa) – stolica i największe miasto Hondurasu, zamieszkuje je 1,13 mln osób (2012). Położone jest w południowej części kraju, u stóp góry Picacho, w dolinie rzeki Choluteca na wysokości ok. 975 m n.p.m. Tegucigalpa jest również ośrodkiem administracyjnym departamentu Francisco Morazán.
Nazwa „tegucigalpa” oznacza w miejscowym indiańskim narzeczu „srebrna góra”. Miasto zostało założone w 1578 roku, stanowiło wówczas ośrodek wydobycia srebra i złota. Po uzyskaniu niepodległości przez Honduras w 1821 roku status stolicy dzieliło z pobliskim miastem Comayagua (w latach 1823–1839 Honduras stanowił część Zjednoczonych Prowincji Ameryki Środkowej). Dopiero w 1880, na mocy decyzji prezydenta Marco Aurelio Soto Tegucigalpa stała się jedyną stolicą Hondurasu. W latach 30. XX w. włączono do niej, położone po drugiej stronie rzeki Choluteca, miasto Comayagüela. Miasto zostało poważnie zniszczone w 1998 przez huragan Mitch.
W 1847 w Tegucigalpie założono uniwersytet. Muzeum Narodowe zgromadziło znaczącą kolekcję sztuki prekolumbijskiej.
W mieście rozwinął się przemysł włókienniczy, tytoniowy i cukierniczy. Miasto obsługuje port lotniczy Toncontin International Airport.
W mieście znajdują się hale sportowe Gimnasio Jose Azcona i Ingenieros Coliseum. Funkcjonują tu dwa kluby piłkarskie grające w honduraskiej ekstraklasie: Motagua i Olimpia.